# Maupoleum

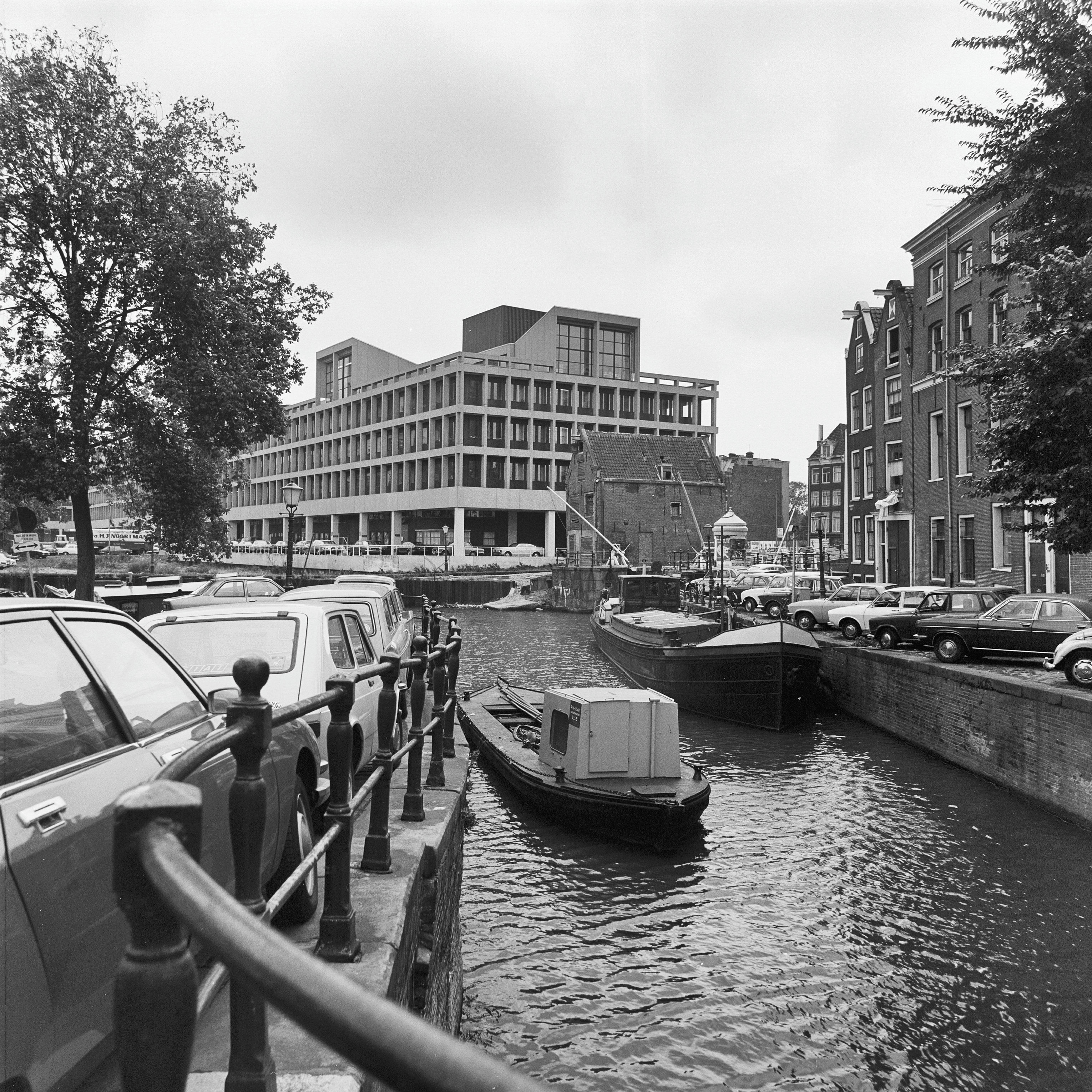
Het Maupoleum in februari 1976, gezien vanaf de Snoekjesbrug over de Snoekjesgracht naar de Sint Antoniessluishoogwaterkering.

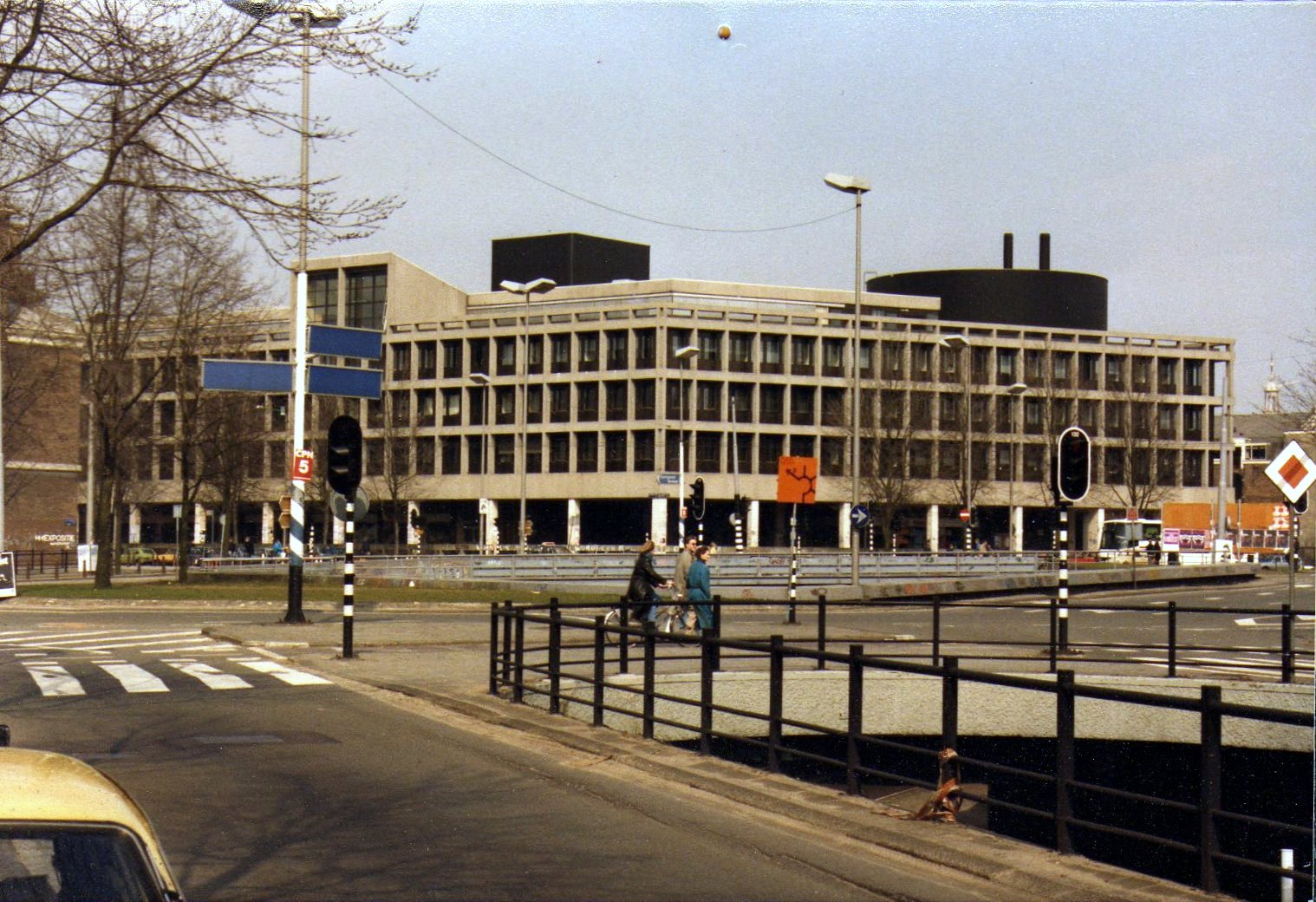
Burgemeester Tellegenhuis, beter bekend als Maupoleum, gezien vanaf het Mr. Visserplein.

Het Maupoleum (officieel: Burgemeester Tellegenhuis) was een opvallend gebouw in Amsterdam, gelegen aan de Jodenbreestraat. De Houtkopersburgwal werd tijdelijk gedempt om ruimte voor een bouwterrein te krijgen. Het werd geopend in 1971 en gesloopt in 1994, en stond destijds bekend als een van de lelijkste gebouwen van Nederland.

## Geschiedenis

### Naamgeving
Het pand was genoemd naar burgemeester Jan Willem Cornelis Tellegen (1859-1921), maar vanwege de grote financiële impuls van de Amsterdamse ondernemer Maup Caransa ten behoeve van de bouw ervan en zijn bemoeienis met de exploitatie na gereedkomen werd het in de volksmond al snel "Maupoleum" genoemd, een samentrekking van 'Maup' en 'mausoleum' (graftombe).

### Architect en gebruiker
Het gebouw werd in opdracht van het Philips Pensioenfonds (PPF) ontworpen in brutalistische stijl door de architecten Piet Zanstra, Ab Gmelig Meyling en Peter de Clercq Zubli. In 1969 werd door burgemeester Ivo Samkalden de eerste paal geslagen  
waarna het complex in 1971 werd opgeleverd als kantoorlocatie met winkelboulevard. Dat plan is nooit echt van de grond gekomen; in de plint van het gebouw kwamen de (veelal Joodse) stoffenhandelaren die van oudsher goed vertegenwoordigd waren in de buurt, en de etages erboven werden in gebruik genomen door de Universiteit van Amsterdam.

### Locatie
De totstandkoming van het Maupoleum lag geheel in lijn met het grotestadsdenken - beter bekend als cityvorming - van de toenmalige stadsbestuurders, dat begonnen was met het Algemeen Uitbreidingsplan (AUP). In de jaren dertig had de gemeente Amsterdam het als praktische toekomstvisie voor Amsterdam gepresenteerd. Dit plan voorzag in een sterk groeiende hoofdstad, met een navenant groeiende infrastructuur. In het Wederopbouwplan van 1953 was de nieuwe opzet van de inmiddels verkrotte en gedeeltelijk gesloopte buurt tussen Nieuwmarkt en Waterlooplein verder uitgewerkt. Daar hoorden grote gebouwen (zoals het Maupoleum) en brede wegen bij, een zienswijze die in de wederopbouwjaren van na de Tweede Wereldoorlog, onder andere in het Plan Jokinen, breeduit omarmd werd.
De Wibautstraat en Weesperstraat waren inmiddels brede stadswegen, en er waren nog meer gepland. Onderdeel van die uitbreidingen was het doortrekken van voornoemde straten dwars door de Nieuwmarktbuurt. In de Jodenbreestraat was de weg ondertussen ook verbreed en het leek slechts een kwestie van tijd voor de snelweg over de Prins Hendrikkade langs het Amsterdam Centraal en verder via de Haarlemmer Houttuinen er zou liggen. De betreffende centrumbuurten moesten toch op de schop voor de aanleg van de metro - het leek 'twee vliegen in één klap' te worden.

### Cultuuromslag
Het liep echter anders. De Amsterdammers kregen genoeg van de als megalomaan ervaren uitbreidingsdrift van hun bestuurders en riepen die uiteindelijk een halt toe met een langlopende keten van protesten. Het ideaal van de jaren zestig, de eerder genoemde Cityvorming, was inmiddels massaal verlaten; men wilde wonen in het centrum van de stad, en niet naar torenflats in buitenwijken weggedrukt worden door grootschalige kantoorgebouwen en kille zakelijkheid. De protesten hadden succes: de plannen voor de snelweg werden in 1972 in de gemeenteraad weggestemd, en de oude buurt werd in het kader van de stadsvernieuwing na de aanleg van de metro herbouwd. Hierdoor was het kleinschalige karakter van de Nieuwmarkt- en Jodenbuurt grotendeels behouden - een gegeven waar de Amsterdammers zeer gelukkig mee waren.

## Een kolos zonder toekomst

### Lelijkste gebouw
Het Maupoleum stond er inmiddels echter wel en was nu juist in zijn omvang ontwikkeld om langs een vierbaansweg te staan. Was het ontwerp ervan indertijd dan ook nog zonder negatieve weerklank ontvangen door de welstandscommissie - na het afblazen van de uitbreidingsplannen en het herbouwen van de oude buurten werd het gigantische gebouw algemeen ervaren als een betonpuist die ernstig detoneerde met de omgeving. Het pand werd bovendien, samen met het Wibauthuis, door veel Amsterdammers ervaren als het symbool van de arrogantie van de macht die lang zijn grotestadsplannen had weten door te drukken; een reputatie die met het verstrijken der jaren sleets raakte, maar het esthetisch oordeel dat eraan kleefde: afwerende, ontoegankelijke en kille zakelijkheid, bleef onverminderd sterk. Gedurende zijn hele bestaan werd het Maupoleum door de volksmond 'het lelijkste gebouw van Nederland' geheten.

### Opmaat naar de sloop
Niet alleen de publieke opinie was fel gekant tegen het pand, ook de gebruikers waren op z'n zachtst gezegd niet tevreden. De stoffenhandelaren hadden geen behoefte aan de grote ramen in hun puien, aangezien ze hun klanten - die wisten waarvoor ze kwamen - op afspraak ontvingen. De meesten plakten ze zelfs af, omdat ze er geen behoefte aan hadden, en ze geen zin hadden in inkijk.
De UvA merkte al snel dat een als kantoor ontworpen pand allerminst geschikt kan zijn als schoolgebouw. Het gebouw kende enkele grote ruimtes zonder ramen die werden gebruikt als collegezalen; het gebrek aan naar binnen tredend daglicht werkte versuffend en de airconditioning bleek niet berekend op de aantallen aanwezigen. Ze vielen vaak al snel in slaap tijdens de colleges en ongebruikelijk veel studenten en docenten die het pand frequenteerden meldden zich ziek. Het was deze ongeschiktheid, tezamen met de torenhoge huren die Maup Caransa zijn huurders berekende waardoor de een na de ander failliet ging, die het Maupoleum uiteindelijk de das om hebben gedaan.

### Afbraak
Op 16 juni 1993 stemde de Amsterdamse gemeenteraad in met de plannen voor een nieuw gebouw van Teun Koolhaas waarvoor het Maupoleum zou moeten wijken. In reactie daarop stelde architect Piet Zanstra in een interview met NRC Handelsblad dat het gebouw geen sloop verdiende, hooguit een likje verf. Onder luid gejuich en applaus gooide toenmalig wethouder Duco Stadig op 25 mei 1994 een kartonnen 'sloopkogel' met witte verf tegen het pand, waarmee de afbraak officieel was begonnen.

### Opvolger
Met de sloop van het Maupoleum leek de weg vrij om ook de Jodenbreestraat haar kleinschaligheid terug te geven. De versmalling van de asfaltweg in de straat was een eerste aanzet daartoe. Op het vrijgekomen terrein werden echter in een nog groter bouwvolume twee gebouwen gepland, beide naar ontwerp van het architectenbureau van Teun Koolhaas. Hierin zouden de Amsterdamse Hogeschool voor de Kunsten en de dienst Ruimtelijke Ordening (dRO) van de Gemeente Amsterdam plus een supermarkt worden ondergebracht. Toen bekend werd op welke schaal gebouwd zou gaan worden groeide rap een breed gevoelde angst dat er opnieuw 'een maupoleum' zou verrijzen. Desondanks zijn de plannen zonder noemenswaardige aanpassingen in de omvang gerealiseerd, en daardoor lijkt de kleinschaligheid van de Jodenbreestraat dan ook feitelijk niet teruggekeerd.
De ironie wil dat de dRO voorheen was gevestigd in het Wibauthuis, dat net als het Maupoleum omstreden was, en dat een decennium later, in 2007, werd gesloopt.